# France Joli
France Joli (* 1963 in Montreal, Québec) ist eine kanadische Disco-Sängerin. Sie ist vor allen Dingen für den Disco-Klassiker Come to Me (1979) bekannt.

## Leben
France Joli war noch ein Teenager, als sie 1979 mit ihrer ersten Single Come to Me gleich einen Superhit landete, der in den USA bis auf Platz 15 kletterte und auch die Spitzenposition der amerikanischen Disco-Charts für drei Wochen belegte. Zu diesem Zeitpunkt hatte sie bereits umfangreiche Gesangserfahrungen im Radio, Fernsehen und bei lokalen Nachwuchswettbewerben gesammelt. Für eine professionelle Musikkarriere hatte sie außerdem ihre Schulausbildung abgebrochen. Die englische Sprache lernte Joli mit 14 Jahren. Der seinerzeit erfolgreiche Produzent Tony Green nahm die Sängerin schließlich unter seine Fittiche, die auf Disco spezialisierte Plattenfirma Prelude gab ihr einen Vertrag. Auch das folgende Debütalbum kam in den USA gut an, platzierte sich auf Platz 26 der Charts. In ihrer kanadischen Heimat wurde Joli 1980 für ihr Debüt als vielversprechendste neue Sängerin mit dem Juno Award ausgezeichnet. Bis 1985 erschienen regelmäßig weitere Platten von Joli, die kommerziell gesehen allerdings nicht den Erfolg ihres Debüts wiederholten konnten. Schon ihre zweite LP Tonight erreichte 1980 nur noch Platz 175 in den US-Charts. Dennoch gehörte sie zu den erfolgreichsten Künstlern des Labels Prelude. Dessen Chef Marvin Schlachter sagte in einem Interview, dass Joli eine „sehr interessante Künstlerin mit einer magnetischen Anziehungskraft“ gewesen sei, die auf die richtigen Produzenten und Macher im Hintergrund angewiesen sei.
In den Disco-Hitlisten blieb Joli weiterhin präsent. So zählen die Top-10-Hits Feel Like Dancing, The Heart to Break the Heart (1980) und Gonna Get Over You (1981) ebenso zu ihren Erfolgen wie in kleinerem Rahmen Your Good Lovin (1982), Girl in the 80's (1983), Blue Eyed Technology (1984) und Does He Dance (1985). Außerdem gewann sie im Oktober 1984 mit dem Pop-Song Party Lights den ersten Preis beim World Popular Song Festival.
In der Zwischenzeit hatte Joli das Plattenlabel gewechselt. Für Epic nahm sie zwei Alben auf: Attitude (1983) wurde von Pete Bellotte und Giorgio Moroder produziert; Witch of Love (1985) von George Duke. Trotz dieser renommierten Namen waren beide LPs wenig erfolgreich. 1986 folgten die beiden Songs Angels in the Night und Don't Think Twice für den Soundtrack des Films Modern Girls. Danach wurde es langsam ruhiger um die Sängerin. Erst Ende 1996 meldete sich Joli nach einigen Jahren ohne Plattenvertrag zurück. Das Billboard-Magazin widmete ihr einen ausführlichen Artikel, in dem sie sich bei aller Liebe zu ihren Disco-Hits auch über die Schublade beklagte, in die sie über die Jahre geraten war. Dennoch orientierte sich die Comeback-Single Touch am damals populären Eurodance und platzierte sich Anfang 1997 auf Platz 24 der Billboard-Dance-Charts. 1998 folgte mit If You Love Me ihr erstes Album in 13 Jahren. Dafür hatte sie erneut mit ihrem Entdecker Tony Green zusammengearbeitet. Im gleichen Jahr wurde Jolis Klassiker Come to Me auch für den Soundtrack des Disco-Films Studio 54 ausgewählt. Der Song wurde im Rahmen des Abspanns gespielt. Joli knüpfte in den folgenden Jahren nicht mehr an ihre Comeback-Aufnahmen an, tritt aber nach wie vor regelmäßig mit ihren alten Hits auf.

## Diskografie

### Studioalben
| Jahr | Titel       | Höchstplatzierung, Gesamtwochen, AuszeichnungChartsChartplatzierungen (Jahr, Titel, Platzierungen, Wochen, Auszeichnungen, Anmerkungen) | Anmerkungen                |
| Jahr | Titel       | US | Anmerkungen                |
| ---- | ----------- | --- | -------------------------- |
| 1979 | France Joli | US26 (17 Wo.)US | Erstveröffentlichung: 1979 |
| 1980 | Tonight     | US175 (3 Wo.)US | Erstveröffentlichung: 1980 |

Weitere Veröffentlichungen
- 1981: Now!
- 1983: Attitude
- 1985: Witch of Love
- 1989: Greatest Hits
- 1998: If You Love Me

### Singles
| Jahr | Titel Album            | Höchstplatzierung, Gesamtwochen, AuszeichnungChartsChartplatzierungen (Jahr, Titel, Album, Platzierungen, Wochen, Auszeichnungen, Anmerkungen) | Anmerkungen                       |
| Jahr | Titel Album            | US | Anmerkungen                       |
| ---- | ---------------------- | --- | --------------------------------- |
| 1979 | Come to Me France Joli | US15 (16 Wo.)US | Erstveröffentlichung: August 1979 |